# Милиц, Себастьян
Себастья́н Ми́лиц (нем. Sebastian Mielitz; 18 июля 1989, Цеденик, ГДР) — немецкий футболист, вратарь клуба «Вердер II».

## Карьера
Милиц начал свою карьеру в академии ораниенбургского «Айнтрахта», позже перешёл в «Нойруппин» и «Энерги Котбус».
В 2005 году он перебрался в молодёжную команду «Вердера». 10 ноября 2007 года Милиц дебютировал за резервную команду «Вердера», заменив во второй половине матча травмированного вратаря. В августе 2008 года он продлил контракт с «Вердером» до 2010 года. Дебют Милица за резервную команду в Третьей лиге состоялся 16 августа 2008 года в матче против «Яна».
3 декабря 2009 года Себастьян дебютировал за первую команду «Вердера» в матче Лиги Европы против португальского «Насьонала». Три дня спустя, 6 декабря, он дебютировал в Бундеслиге в матче против «Кёльна».
27 мая 2014 года Милиц подписал контракт с «Фрайбургом».
В июне 2015 года Милиц перешёл в «Гройтер», подписав контракт до 2017 года.